# تيم روز (مدير فني)
تيم روز (بالإنجليزية: Tim Rose)‏ هو مدير فني أمريكي، ولد في 14 أكتوبر 1941.